# Длигнево
Дли́гнево (болг. Длъгнево) — село в Хасковській області Болгарії. Входить до складу общини Димитровград.

## Населення
За даними перепису населення 2011 року у селі проживала 141 особа.
Національний склад населення села:
| Національність   | Кількість осіб | Відсоток |
| ---------------- | -------------- | -------- |
| болгари          | 129            | 92,1%    |
| цигани           | 8              | 5,7%     |
| інша             | 0              | 0%       |
| Всього відповіли | 140            |          |

Розподіл населення за віком у 2011 році:
Динаміка населення: